# 三川镇 (苍溪县)
三川镇，是中华人民共和国四川省广元市苍溪县下辖的一个乡镇级行政单位。

## 行政区划
三川镇下辖以下地区：
三川社区、天观社区、川河村、龙泉村、景光村、跳石村、卧龙村、柳树村、川桥村、玉石村、史家河村、栗园村、阳关村、大光村、阳岳村、柏溪村、复兴村、莲池村、北斗村、白坪村和楼门村。